# توماس كيسلر

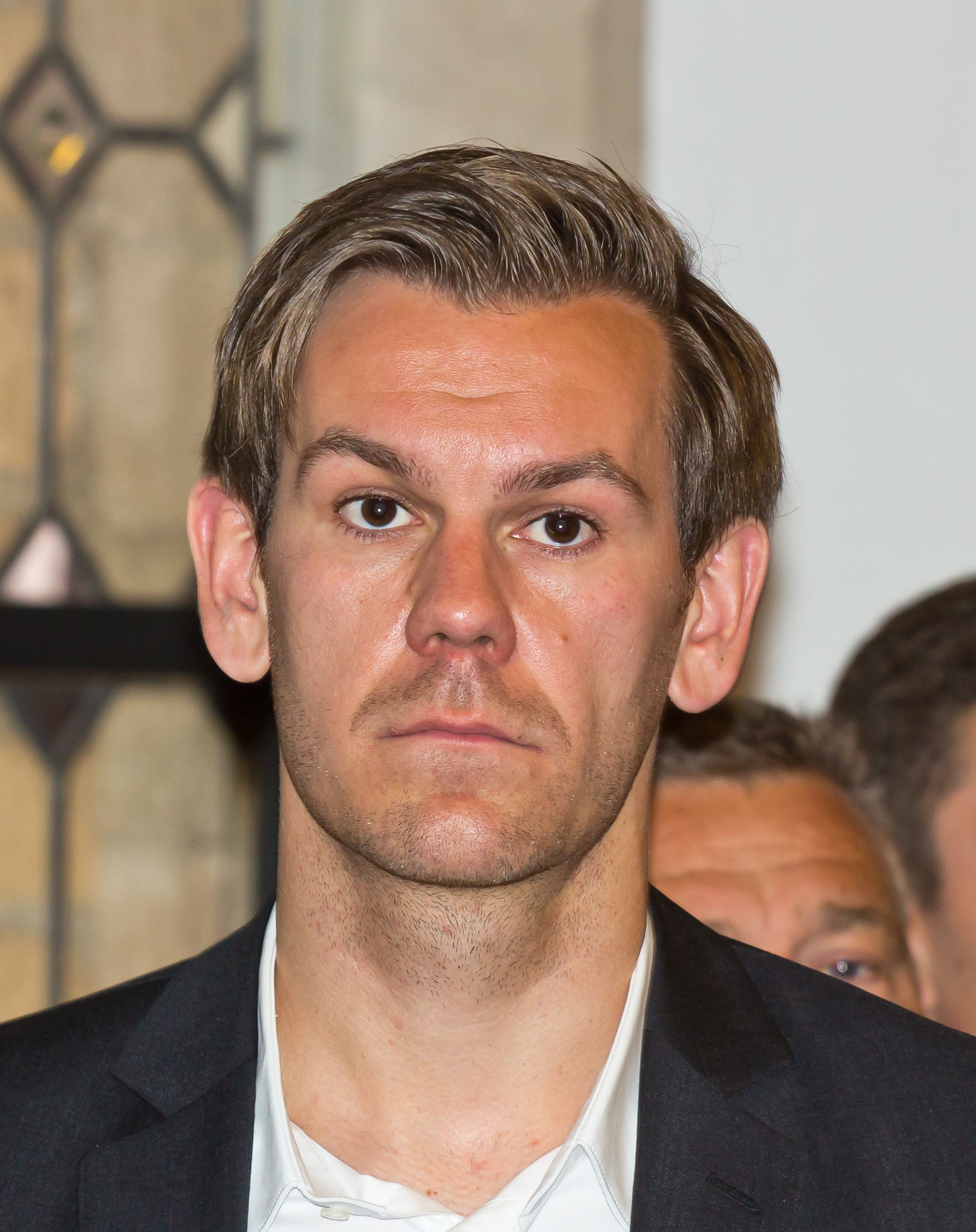

توماس كيسلر (بالألمانية: Thomas Kessler)‏ (مواليد 20 يناير 1986 في كولونيا - ألمانيا) لاعب كرة قدم ألماني يلعب حاليا لصالح نادي الدرجة الأولى كولن الألماني منذ 2004 في مركز حارس مرمى .

## وصلات خارجية
- توماس كيسلر على موقع قاعدة بيانات كرة القدم.إي يو (الإنجليزية)
- توماس كيسلر على موقع بيانات كرة القدم. دي إي (الألمانية)
- توماس كيسلر على موقع Soccerway.com (الإنجليزية)
- توماس كيسلر على موقع عالم كرة القدم.نت (الإنجليزية)
- توماس كيسلر على موقع AS.com (الإسبانية)